# Гаганов, Алексей Георгиевич
Алексе́й Гео́ргиевич Гага́нов (1923—1989) — советский офицер, танкист, участник Великой Отечественной войны, Герой Советского Союза (1945). Капитан.
В годы Великой Отечественной войны командир танка Т-34 267-го танкового батальона, 23-й танковой бригады, 9-го танкового корпуса, 1-го Белорусского фронта, старший лейтенант А. Г. Гаганов особо отличился во время Берлинской операции и штурма Берлина. Одним из первых в своём подразделении ворвался в Берлин, форсировав реку Шпрее и обеспечив переправу остальных танков бригады. В ходе уличных боёв за Берлин огнём своего танка умело поддерживал штурмовую группу, обеспечив её выход к Рейхстагу. В ходе боя был ранен, но остался в строю.
С 1953 года капитан А. Г. Гаганов в отставке. Жил в городе Загорске (с 23 сентября 1991 года — Сергиев Посад), где работал машинистом котла на Загорской ГАЭС.

## Биография
Алексей Георгиевич Гаганов родился 23 февраля 1923 года в селе Воздвиженское Сергиевского уезда Московской губернии РСФСР СССР (ныне село Сергиево-Посадского района Московской области Российской Федерации) в семье рабочего. Русский. Окончил начальную школу и четыре курса рабфака в Загорске (ныне город Сергиев Посад). В декабре 1938 года вступил в комсомол. До призыва в армию работал слесарем-монтажником.

### В годы Великой Отечественной войны
В ряды Рабоче-крестьянской Красной Армии А. Г. Гаганов был призван Загорским райвоенкоматом Московской области в марте 1941 года. Окончил Саратовское танковое училище в 1942 году, затем стажировался в запасном полку.
В действующей армии с марта 1943 года в составе 267-го танкового батальона 23-й танковой бригады 9-го танкового корпуса Центрального фронта. Алексей Георгиевич участвовал в Курской битве, освобождении городов Севск, Глухов, Конотоп и Нежин в ходе Черниговско-Припятской операции, Гомельско-Речицкой операции. Зимой 1944 года 9-й танковый корпус был выведен в резерв Ставки Верховного Главнокомандования и находился там до лета 1944 года.
24 июня 1944 года бригада в составе корпуса была брошена в прорыв в ходе Белорусской стратегической операции. За отличие в Бобруйской и Люблин-Брестской операциях 1-го Белорусского фронта А. Г. Гаганов был награждён орденом Отечественной войны 2 степени. Затем Алексей Георгиевич участвовал в освобождении польских городов Радом, Лодзь и прорыве Померанского вала в ходе Варшавско-Познанской фронтовой операции и разгроме немецкой группы армий «Висла» в ходе Восточно-Померанской операции.
Особо отличился старший лейтенант А. Г. Гаганов во время Берлинской операции и штурма Берлина. 17 апреля 1945 года 23-я танковая бригада 9-го танкового корпуса в составе 1-го Белорусского фронта перешла в наступление на Берлин с Кюстринского плацдарма. Танк Т-34 лейтенанта Гаганова, действуя в авангарде бригады, одним из первых в своём подразделении ворвался в Берлин, под сильным огнём противника форсировал реку Шпрее и обеспечил переправу остальных танков бригады. В ходе уличных боёв за Берлин танк старшего лейтенанта Гаганова умело поддерживал огнём штурмовую группу, обеспечив её выход к Рейхстагу. В ходе боя 30 апреля А. Г. Гаганов был ранен, но остался в строю. Всего за период боёв с 17 по 30 апреля 1945 года экипаж танка старшего лейтенанта А. Г. Гаганова на подступах к Берлину и в самом Берлине уничтожил два немецких танка, 5 самоходных артиллерийских установок, 6 тягачей, 13 автомашин, 37 фаустников и до 230 солдат и офицеров вермахта.
31 мая 1945 года старшему лейтенанту Гаганову Алексею Георгиевичу Указом Президиума Верховного Совета СССР было присвоено звание Героя Советского Союза.

### Послевоенные годы
После войны Алексей Георгиевич продолжил службу в армии. В 1946 году он окончил Военную академию бронетанковых и механизированных войск, в 1949 году — курсы усовершенствования офицерского состава. В отставку капитан А. Г. Гаганов вышел в 1953 году. Жил в городе Загорске (с 23 сентября 1991 года — Сергиев Посад). Работал машинистом котла на Загорской ГАЭС.
Умер 16 июня 1989 года. Похоронен на Благовещенском кладбище города Сергиев Посад.

## Награды и звания
Советские государственные награды и звания:
- Герой Советского Союза (31 мая 1945);
- орден Ленина (31 мая 1945);
- орден Отечественной войны I степени (1985);
- орден Отечественной войны II степени (4 октября 1944);
- медали.

Награды других государств:
- орден «За заслуги перед Отечеством» I степени (ГДР) (8 мая 1970)[6].

## Документы
- Наградной лист в электронном банке документов «Подвиг народа» (архивные материалы ЦАМО. Ф. 33. Оп. 793756. Д. 10. Л. 51). (доп. документы: 46485080., 46486672.)
- Документы на сайте «Память народа»